# Why Pink Floyd...?
Why Pink Floyd...? war eine Kampagne der britischen Rockband Pink Floyd, die von 2011 bis 2012 lief. Es wurden zu den drei erfolgreichsten Studio-Alben der Gruppe The Dark Side of the Moon (1973), Wish You Were Here und The Wall Sondereditionen veröffentlicht, die unveröffentlichtes Studiomaterial, Aufnahmen von Konzerten, sowie 5.1 Remixe neben dem Originalalbum enthielten. Außerdem wurde ein weiteres Best-of Album namens A Foot in the Door - The Best of Pink Floyd, sowie ein Boxset namens Discovery veröffentlicht.

## Phasen

### Phase 1
In der ersten Phase, die am 26. September 2011 begann, wurde Material rund um das Album The Dark Side of the Moon veröffentlicht. Das Album erschien in drei verschiedenen Versionen, nämlich einer Vinyl, der Discovery, der Experience und der Immersion Edition. Außerdem wurde das Discovery Boxset veröffentlicht, das remasterte Versionen von allen Studioalben enthielt, die bis dato erschienen waren.

### Phase 2
In der zweiten Phase, die am 7. November startete, wurde Material rund um das Album Wish You Were Here veröffentlicht. Auch hier erschien eine Vinyl, eine Experience und eine Immersion Edition. Zusätzlich kam das Best-of Album namens A Foot in the Door - The Best of Pink Floyd auf den Markt.

### Phase 3
In der am 27. Februar 2012 beginnenden Phase wurde Material rund um das Doppelalbum The Wall mit einer Vinyl, einer Experience und einer Immersion Edition veröffentlicht.

## The Dark Side of the Moon

### Discovery und Vinyl Edition
In diesen Editionen ist eine 2011 gemasterte Version des Albums enthalten.
Disc 1 (CD: The Dark Side of the Moon, 2011 Remaster)
1. Speak to Me
2. Breathe
3. On the Run
4. Time
5. Breathe reprise
6. The Great Gig in the Sky
7. Money
8. Us and Them
9. Any Colour You Like
10. Brain Damage
11. Eclipse

### Experience Edition
Die Experience Edition enthält zwei CDs mit dem Inhalt der Discovery Edition und einer Live Version des Albums. Verwendet wurden Aufnahmen von 1974 einer Konzertreihe im Empire Pool, London.

#### Disc 2 (CD: The Dark Side of the Moon, Live in Wembley 1974)
1. Speak to Me
2. Breathe
3. On the Run
4. Time
5. Breathe reprise
6. The Great Gig in the Sky
7. Money
8. Us and Them
9. Any Colour You Like
10. Brain Damage
11. Eclipse

### Immersion Edition
Die Immersion Edition ist mit drei CDs, zwei DVDs und einer Blu-ray die umfangreichste Edition von The Dark Side of the Moon. Enthalten sind die Inhalte der Experience Edition, sowie weiteres Audio und Filmmaterial.

#### Disc 3 (DVD: Audiomaterial)
1. 5.1 Surround Sound (2003) 480 kbit/s/, 640 kbit/s
2. 4.0 Quadrophonischer Mix (1973) 480 kbit/s/, 640 kbit/s
3. LPCM Stereo Mix (1973; 2011 Remaster) (48 kHz/24 bit)

#### Disc 4 (DVD: Videomaterial)
1. Careful with That Axe, Eugene" (Live in Brighton, 1972)
2. “Set the Controls for the Heart of the Sun” (Live in Brighton, 1972)
3. Making of The Dark Side of the Moon 2003 (Dokumentation)
4. Leinwandfilme der Konzerte (LPCM Stereo and 5.1 Surround sound)

#### Disc 5 (BR: Audio- und Videomaterial)
1. 5.1 Surround Sound (2003) 480 kbit/s / 640 kbit/s
2. 4.0 Quadrophonischer Mix (1973) 480 kbit/s / 640 kbit/s
3. LPCM Stereo Mix (1973) (2011 Remaster) (48 kHz/24 bit)
4. Careful with That Axe, Eugene" (Live in Brighton, 1972)
5. “Set the Controls for the Heart of the Sun” (Live in Brighton, 1972)
6. Making of The Dark Side of the Moon 2003 (Dokumentation)

#### Disc 6 (CD: The Dark Side of the Moon, 1972 Early Mix; Demos, Live in Brighton, 1972)
1. Speak to Me (1972 Mix)
2. Breathe (1972 Mix)
3. On the Run (1972 Mix)
4. Time (1972 Mix)
5. Breathe reprise (1972 Mix)
6. The Great Gig in the Sky (1972 Mix)
7. Money (1972 Mix)
8. Us and Them (1972 Mix)
9. Any Colour You Like (1972 Mix)
10. Brain Damage (1972 Mix)
11. Eclipse (1972 Mix)
12. The Hard Way (Von Household Objects)
13. Us and Them (Demo)
14. The Travel Sequence (On the Run) (Live in Brighton, 1972)
15. The Mortally Seaquence (The Great Gig in the Sky) (Live in Brighton, 1972)
16. Any Colour You Like (Live in Brighton, 1972)
17. The Travel Sequence (On the Run)
18. Money (Demo)

Es sind noch Booklets und andere Sammlergegenstände enthalten.

## Wish You Were Here

### Discovery und Vinyl Edition
In diesen beiden Editionen ist eine 2011 gemasterte Version des Albums enthalten.

#### Disc 1 (CD: Wish You Were Here, 2011 Remaster)
1. Shine on You Crazy Diamond, Part I-V
2. Welcome to the Machine
3. Have a Cigar
4. Wish You Were Here
5. Shine on You Crazy Diamond, Part VI-IX

### Experience Edition
Die Experience Edition enthält zwei CDs mit dem Inhalt der Discovery Edition, Live-Aufnahmen (Verwendet wurden Aufnahmen von 1974 einer Konzertreihe im Empire Pool, London) und Unveröffentlichten Material.

#### Disc 2 (CD: Live at Wembley 1974, Unveröffentlichtes Audiomaterial)
1. Shine on You Crazy Diamond, Part I-IX (Live in Wembley)
2. Raving and Drooling (Sheep) (Live in Wembley)
3. You’ve Gotta be Crazy (Dogs) (Live in Wembley)
4. Wine Glasses (Von Household Objects)
5. Have a Cigar (Alternative Version ohne Roy Harper)
6. Wish You Were Here (Alternative Version mit Stephane Grapelli)

### Immersion Edition
Die Immersion Edition ist mit zwei CDs, zwei DVDs und einer Blu-ray die umfangreichste Edition von Wish You Were Here. Enthalten sind die Inhalte der Experience Edition, sowie weiteres Audio und Filmmaterial.

#### Disc 3 (DVD: Audiomaterial)
1. 5.1 Surround Sound (2009) 480 kbit/s / 640 kbit/s
2. 4.0 Quadrophonische Mischung (1975) 480 kbit/s / 640 kbit/s
3. LPCM Stereo Mix (1975) (2011 remaster) (48 kHz/24 bit)

#### Disc 4 (DVD: Videomaterial)
1. “Shine On You Crazy Diamond” Intro Leinwandfilm der Konzerte (in Stereo and 5.1 surround)
2. “Shine On You Crazy Diamond” Leinwandfilme der Konzerte (in Stereo and 5.1 surround)
3. “Welcome to the Machine” animierter Clip
4. Storm Thorgerson Kurzfilm (2000)

#### Disc 5 (BR: Audio- und Videomaterial)
1. 5.1 Surround Sound (2003) 480 kbit/s / 640 kbit/s
2. 4.0 Quadrophonischer Mix (1973) 480 kbit/s / 640 kbit/s
3. LPCM Stereo Mix (1973) (2011 Remaster) (48 kHz/24 bit)
4. “Shine On You Crazy Diamond” Intro Leinwandfilm der Konzerte (in Stereo and 5.1 surround)
5. “Shine On You Crazy Diamond” Leinwandfilme der Konzerte (in Stereo and 5.1 surround)
6. “Welcome to the Machine” animierter Clip
7. Storm Thorgerson Kurzfilm (2000)

Es sind noch Booklets und andere Sammlergegenstände enthalten.

## The Wall

### Discovery und Vinyl Edition
In diesen beiden Editionen ist eine 2011 gemasterte Version des Albums enthalten.

#### Disc 1 (CD: The Wall, 2011 Remaster)
1. In the Flesh?
2. The Thin Ice
3. Another Brick in the Wall
4. The Happiest Days of Our Lives
5. Another Brick in the Wall (Part Two)
6. Mother
7. Goodbye Blue Sky
8. Empty Spaces
9. Young Lust
10. One of My Turns
11. Don’t Leave Me Now
12. Another Brick in the Wall (Part Three)
13. Goodbye Cruel World

#### Disc 2 (CD: The Wall, 2011 Remaster)
1. Hey You
2. Is There Anybody Out There
3. Nobody Home
4. Vera
5. Bring the Boys Back Home
6. Comfortably Numb
7. The Show Must Go On
8. In the Flesh
9. Run Like Hell
10. Waiting for the Worms
11. Stop
12. The Trial
13. Outside the Wall

### Experience Edition
Die Experience Edition enthält drei CDs mit dem Inhalt der Discovery Edition und unveröffentlichten Audio-Material.

#### Disc 3 (CD: Demoaufnahmen)
Teil 1: Demos von Roger Waters und Pink Floyd:
1. Prelude (Vera Lynn) a
2. Another Brick in the Wall, Part 1
3. The Thin Ice
4. Goodbye Blue Sky
5. Teacher, Teacher
6. Another Brick in the Wall, Part 2
7. Empty Spaces
8. Young Lust
9. Mother
10. Don’t Leave Me Now
11. Sexual Revolution
12. Another Brick in the Wall, Part 3
13. Goodbye Cruel World

Teil 2: Demos von Pink Floyd
1. In the Flesh?
2. The Thin Ice
3. Another Brick in the Wall, Part 1
4. The Happiest Days of Our Lives
5. Another Brick in the Wall, Part 2
6. Mother

Teil 3: Demos von Pink Floyd
1. One of My Turns
2. Don’t Leave Me Now
3. Empty Spaces
4. Backs to the Wall
5. Another Brick in the Wall, Part 3
6. Goodbye Cruel World
7. The Doctor (Comfortably Numb)
8. Run Like Hell

### Immersion Edition
Die Immersion Edition ist mit sechs CDs und einer DVD die umfangreichste Edition von The Wall, sowie die umfangreichste Immersion Box von Why Pink Floyd...?. Enthalten sind die Inhalte der Discovery Edition, das Livealbum Is There Anybody Out There? The Wall Live 1980–81, sowie unveröffentlichtes Audio- und Videomaterial.

#### Disc 3 (CD: Is There Anybody Out There? The Wall Live 1980–81)
1. MC
2. In the Flesh?
3. The Thin Ice
4. Another Brick in the Wall
5. The Happiest Days of Our Lives
6. Another Brick in the Wall (Part Two)
7. Mother
8. Goodbye Blue Sky
9. Empty Spaces
10. Young Lust
11. One of My Turns
12. Don’t Leave Me Now
13. Another Brick in the Wall (Part Three)
14. Goodbye Cruel World

#### Disc 4 (CD: Is There Anybody Out There? The Wall Live 1980–81)
1. Hey You
2. Is There Anybody Out There
3. Nobody Home
4. Vera
5. Bring the Boys Back Home
6. Comfortably Numb
7. The Show Must Go On
8. In the Flesh
9. Run Like Hell
10. Waiting for the Worms
11. Stop
12. The Trial
13. Outside the Wall

#### Disc 5 (CD: The Wall Demo Aufnahmen)
Teil 1: Auszüge von Roger Waters originaler The Wall Demo von 1978:
1. Prelude (Vera Lynn)Another Brick in the Wall, Part 2
2. Mother
3. Young Lust
4. Another Brick in the Wall, Part 2
5. Empty Spaces
6. Mother
7. Backs to the Wall
8. Don’t Leave Me Now
9. Goodbye Blue Sky
10. Don’t Leave Me Now
11. Another Brick in the Wall, Part 3
12. Goodbye Cruel World
13. Hey You
14. Is There Anybody Out There?
15. Vera
16. Bring the Boys Back Home
17. The Show Must Go On
18. Waiting for the Worms
19. Run Like Hell
20. The Trial
21. Outside the Wall

Teil 2: Demo Aufnahmen von Roger Waters und Pink Floyd:
1. Prelude (Vera Lynn) b
2. Another Brick in the Wall, Part 1
3. The Thin Ice
4. Goodbye Blue Sky
5. Teacher, Teacher
6. Another Brick in the Wall, Part 2
7. Empty Spaces
8. Young Lust
9. Mother
10. Don’t Leave Me Now
11. Sexual Revolution
12. Another Brick in the Wall, Part 3
13. Goodbye Cruel World

Teil 3: Demo Aufnahmen von Pink Floyd:
1. In the Flesh?
2. The Thin Ice
3. Another Brick in the Wall, Part 1
4. The Happiest Days of Our Lives
5. Another Brick in the Wall, Part 2
6. Mother Band Demo

#### Disc 6 (CD: The Wall Demo Aufnahmen)
Teil 1: Demo Aufnahmen von Roger Waters und Pink Floyd:
1. Is There Anybody Out There? c
2. Vera c
3. Bring the Boys Back Home c
4. Hey You (Demo Aufnahme von Pink Floyd)
5. The Doctor (Comfortably Numb)
6. In the Flesh
7. Run Like Hell
8. Waiting for the Worms
9. The Trial
10. The Show Must Go On
11. Outside the Wall
12. The Thin Ice Reprise

Teil 2: Demo Aufnahmen von Pink Floyd:
1. Outside the Wall
2. It’s Never Too Late
3. The Doctor (Comfortably Numb)

Teil 3: Demo Aufnahmen von Pink Floyd:
1. One of My Turns
2. Don’t Leave Me Now
3. Empty Spaces
4. Backs to the Wall
5. Another Brick In The Wall, Part 3
6. Goodbye Cruel World

Teil 4: Demo Aufnahmen von David Gilmour:
1. Comfortably Numb
2. Run Like Hell

#### Disc 7 (DVD: Videomaterial)
- The Happiest Days of Our Lives live in Earls Court Video
- Another Brick in the Wall Promotionsvideo
- Behind The Wall Dokumentation
- Gerald Scarfe Interview

Es sind noch Booklets und andere Sammlergegenstände enthalten.

## Discovery Boxset
Das Discovery Boxset enthält alle Alben der Gruppe, die bis dato erschienen sind. Also ist The Endless River nicht enthalten. Alle Alben wurden für die Veröffentlichung remastert.

## A Foot in the Door (The Best of Pink Floyd)
A Foot in the Door - The Best of Pink Floyd ist ein Kompilationsalbum der Rockband Pink Floyd. Es enthält Lieder, die vor 2011 erschienen sind. Folglich ist The Endless River nicht enthalten.
| # (CD) | Titel                                | Dauer | Autor(en)                                               | Album                       |
| ------ | ------------------------------------ | ----- | ------------------------------------------------------- | --------------------------- |
| 1      | Hey You                              | 4:40  | Roger Waters                                            | The Wall                    |
| 2      | See Emily Play                       | 2:48  | Syd Barret                                              | Single                      |
| 3      | The Happiest Days of our Lives       | 1:32  | Roger Waters                                            | The Wall                    |
| 4      | Another Brick in The Wall, Part 2    | 3:48  | Roger Waters                                            | The Wall                    |
| 5      | Have A Cigar                         | 5:08  | Roger Waters                                            | Wish You Were Here          |
| 6      | Wish You Were Here                   | 5:05  | David Gilmour, Roger Waters                             | Wish You Were Here          |
| 7      | Time                                 | 6:20  | David Gilmour, Roger Waters, Richard Wright, Nick Mason | The Dark Side of the Moon   |
| 8      | The Great Gig in the Sky             | 4:36  | Richard Wright, Clare Torry                             | The Dark Side of the Moon   |
| 9      | Money                                | 6:34  | Roger Waters                                            | The Dark Side of the Moon   |
| 10     | Comfortably Numb                     | 6:19  | David Gilmour, Roger Waters                             | The Wall                    |
| 11     | High Hopes                           | 6:55  | David Gilmour, Polly Samson                             | The Division Bell           |
| 12     | Learning to Fly                      | 4:49  | David Gilmour, Anthony Moore, Bob Ezrin, Jon Carin      | A Momentary Lapse of Reason |
| 13     | The Fletcher Memorial Home           | 4:11  | Roger Waters                                            | The Final Cut               |
| 14     | Shine on You Crazy Diamond, Part I-V | 11:05 | David Gilmour, Roger Waters, Richard Wright             | Wish You Were Here          |
| 15     | Brain Damage                         | 3:46  | Roger Waters                                            | The Dark Side of the Moon   |
| 16     | Eclipse                              | 1:53  | Roger Waters                                            | The Dark Side of the Moon   |